# Sugar Rush (AKB48)
Sugar Rush è una canzone del gruppo musicale femminile giapponese AKB48. È stata pubblicata per la prima volta il 30 ottobre 2012 all'interno della colonna sonora originale del film d'animazione Ralph Spaccatutto, prodotto dal Walt Disney Animation Studios.

## Storia
La canzone è stata scritta per il film d'animazione di Disney Ralph Spaccatutto; è poi stata scelta come sigla di chiusura per tutte le versioni mondiali.

## Membri delle AKB48 partecipanti
La canzone è eseguita da dieci membri delle AKB48: Tomomi Itano, Yūko Ōshima, Yuki Kashiwagi, Rina Kawaei, Haruna Kojima, Mariko Shinoda, Haruka Shimazaki, Minami Takahashi, Jurina Matsui, Mayu Watanabe.

## Crediti
Il testo è stato scritto da Yasushi Akimoto e la musica da Jamie Houston.

## Videoclip
Il video musicale è stato diretto dalla fotografa e cineasta giapponese Mika Ninagawa, che aveva già diretto il gruppo nel video del singolo Heavy Rotation. È stato presentato per la prima volta alla prima mondiale di Ralph Spaccatutto a Los Angeles il 29 ottobre 2012.

## Classifiche
| Classifica (2013)             | Posizione massima |
| ----------------------------- | ----------------- |
| Billboard Japan Hot Animation | 11                |